# De Rijnstroom (Den Haag)
De Rijnstroom is een rijksmonument aan het Noordeinde in Den Haag.

## Achtergrond
P.G.C. Hajenius (1806-1889), oprichter van het sigarenmerk Hajenius, startte zijn bedrijf in 1826 in hotel De Rijnstroom aan Warmoesstraat in Amsterdam. In opdracht van het bedrijf werden in Amsterdam twee panden met deze naam gebouwd; op de hoek van de Dam en de Beurssteeg (1868-1869, afgebroken in 1914), naar een ontwerp van H.J. van den Brink, en aan het Rokin (1914) naar een ontwerp van de broers J.G. van Gendt en A.D.N. van Gendt.

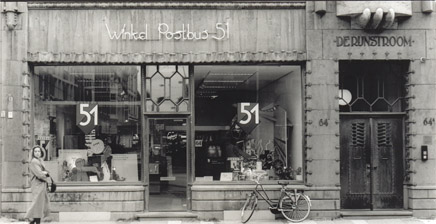
Postbus 51

De laatstgenoemde ontwierp in 1921 het kantoorgebouw met winkel aan het Noordeinde in Den Haag, in een expressionistische variant van de Um 1800-stijl. Ook dit gebouw kreeg de naam De Rijnstroom. Van 1987 tot 1997 was in het pand de winkel van Postbus 51 gevestigd.

## Beschrijving
Het gebouw is opgetrokken op een rechthoekige plattegrond. Op de begane grond is ruimte voor een winkel, waarvan de pui is omlijst met bronzen ornamenten. Oorspronkelijk stond in het vlak boven de winkel over de hele breedte "P.G.C. Hajenius". Boven de winkel zijn twee verdiepingen die als kantoor werden gebruikt, onder een mansardedak gedekt met leisteen. De met okergele natuursteen beklede voorgevel is vijf vensterassen breed en met geometrische, gebeeldhouwde motieven gedecoreerd. De risalerende rechtertravee bevat de entree naar de bovenverdiepingen en erkerachtige raampartijen, boven de deur is in reliëf de naam De Rijnstroom aangebracht. 

## Monumentenstatus
Het pand werd in 1993 als rijksmonument opgenomen in het monumentenregister, onder meer vanwege het "architectuurhistorisch belang als representatief voorbeeld van een kantoorpand in deel historiserende, deels expressionistisch uitgevoerde "Um 1800"-trant." Een laat-19e-eeuws achterhuis, dat door een vleugel met het voorhuis is verbonden, valt niet onder de bescherming.